# MC Mayara
Mayara Juliana de Souza,  mais conhecida como MC Mayara (Curitiba, 29 de outubro de 1993), é uma cantora brasileira, famosa por ser a primeira artista de eletrofunk conhecida no Brasil. 

## Carreira
Em 2012 a cantora lançou os seus primeiros singles no YouTube, as canções "Ai Como Eu Tô Bandida" e "Minha Primeira Vez" tiveram mais de 5 milhões de acessos ainda em 2012. Recebendo a alcunha de "novinha do eletrofunk", Mayara teve de comprovar sua maioridade para o Ministério Público para continuar se apresentando publicamente como cantora. O sucesso na internet permitiu que ela se apresentasse em shows localmente em Curitiba. Esse sucesso tornou-se nacional em 2013, quando MC Mayara lançou novo single "Teoria da Branca de Neve", que teve seu clipe gravado em Brasília. Nesse mesmo ano, lançou o seu primeiro álbum, contendo suas principais canções que fizeram sucesso no YouTube e nas demais redes sociais.
Em 2014, MC Mayara lançou novo single em um clipe que revelava também que ela estava grávida. Sua filha Manuella de Souza Reichel nasceu em Junho de 2014. Conforme havia anunciado em sua página Facebook a cantora continuou a cantar, mesmo com sua filha, e lançou um novo CD denominado Para Tudo. O novo CD trazia covers das canções "Perigosa" e "Inútil" (com participação especial das cantoras MC Mercenária, MC Giulla Kash e DZ MC's). O álbum está disponível livremente na internet. Em colaboração com as cantoras Mercenária, Baby Liss e DZ, lançou o single "Mereço Muito Mais", uma versão brasileira para a música "Wannabe", das Spice Girls. Em 2020, MC Mayara foi homenageada por Pabllo Vittar através de um sample na faixa Bandida.

## Discografia

### Álbuns de estúdio
| Álbum     | Detalhes                                                                                             |
| --------- | --- |
| MC Mayara | - Lançamento: 2 de novembro de 2013 - Formatos: CD, download digital - Gravadora: Eletrofunk Brasil  |
| Para Tudo | - Lançamento: 28 de maio de 2015 - Formatos: CD, download digital - Gravadora: Eletrofunk Brasil     |
| F**k Love | - Lançamento: 28 de setembro de 2015 - Formatos: EP, download digital - Gravadora: Eletrofunk Brasil |

### Extended plays(EPs)
| Álbum                       | Detalhes                                                                                          |
| --------------------------- | ------------------------------------------------------------------------------------------------- |
| Na Balada                   | - Lançamento: 2012 - Formatos: EP, download digital - Gravadora: Eletrofunk Brasil                |
| Teoria da Branca de Neve    | - Lançamento: 31 de março de 2014 - Formatos: EP, download digital - Gravadora: Eletrofunk Brasil |
| Agora Você Vai Ver (com DZ) | - Lançamento: 7 de maio de 2015 - Formatos: EP, download digital - Gravadora: Eletrofunk Brasil   |

### Videoclipes
Como artista principal
| Canção                              | Ano  | Diretor                     | Notas                                               |
| ----------------------------------- | ---- | --------------------------- | --------------------------------------------------- |
| "Minha Primeira Vez"                | 2012 | Eletrofunk Brasil Produções |                                                     |
| "Aquecimento da Mayara"             | 2012 | Eletrofunk Brasil Produções |                                                     |
| "Agora Você Vai Ver"                | 2012 | Eletrofunk Brasil Produções | Com a participação de DZ                            |
| "Quem Tá Solteiro Vive Menos"       | 2012 | Eletrofunk Brasil Produções |                                                     |
| "Ai Como Eu Tô Bandida" (1ª versão) | 2012 | Eletrofunk Brasil Produções |                                                     |
| "Vai Achando Que Tá Fácil"          | 2012 | Eletrofunk Brasil Produções |                                                     |
| "Tema de Natal"                     | 2012 | Eletrofunk Brasil Produções | Com a participação de DZ, Edy Lemond e MC Siri      |
| "Chegou Final de Semana"            | 2013 | Eletrofunk Brasil Produções | Com a participação de MC Mercenária                 |
| "Teoria da Branca de Neve"          | 2013 | Eletrofunk Brasil Produções |                                                     |
| "Mereço Muito Mais"                 | 2013 | Eletrofunk Brasil Produções | Com a participação de DZ, MC Mercenária e Baby Lizz |
| "Ela Sabe Rebolar"                  | 2014 | Eletrofunk Brasil Produções |                                                     |
| "Amor Próprio"                      | 2014 | Eletrofunk Brasil Produções |                                                     |
| "Atentada"                          | 2014 | Fran Muller                 |                                                     |
| "Gostosa na Hora Certa"             | 2015 | Eletrofunk Brasil Produções | Com a participação de DZ                            |
| "Ai Como Eu Tô Bandida" (2ª versão) | 2015 | Bernardo Tomsons            |                                                     |

Como artista convidada
| Canção               | Ano  | Artista principal | Diretor                     |
| -------------------- | ---- | ----------------- | --------------------------- |
| "Balada"             | 2012 | MC Fio            | Eletrofunk Brasil Produções |
| "Casada com a Noite" | 2014 | DZ                | Eletrofunk Brasil Produções |

## Filmografia
| Ano  | Título                  | Personagem | Nota         |
| ---- | ----------------------- | ---------- | ------------ |
| 2015 | Na Batida do Eletrofunk | Ela mesma  | Documentário |